# Thomas Wilcox
Thomas Wilcox (c. 1549 - 1608) foi um polémico clérigo puritano britânico.

## Vida
Em 1571, com John Field, ele escreveu a Admoestação ao Parlamento, que exigia a remoção dos bispos e da hierarquia eclesiástica. Wilcox e Field foram presos por um ano por causa disso. Wilcox e Field apelaram a Lord Burghley (em latim) e a Robert Dudley, primeiro conde de Leicester, por apoio. Leicester com o conde de Warwick liberou Wilcox. Mais tarde, Lady Anne Bacon foi sua patrona.
A sua filha mais velha casou-se com o puritano John Burges, como a sua segunda esposa.